# Everything (亜蘭知子の曲)
Everything（エブリシング）は亜蘭知子の8枚目のシングル。

## 概要
銀座ジュエリー・マキ「カメリアダイアモンド」コマーシャルソング及び9枚目のアルバム「Sunny Side Memories」先行シングル。

## 収録曲
1. Everything
作詞：亜蘭知子　作曲：栗林誠一郎　編曲：大堀薫
2. 日曜日のスキャット
作詞：亜蘭知子　作曲・編曲：寺尾広

## 参加ミュージシャン
- 大堀薫 - シンセサイザー、ベース
- 寺尾広 - シンセサイザー
- 増崎孝司 - ギター
- 増田隆宣 - キーボード
- 古川真一 - コーラス